# Ngauruhoe
Ngauruhoe är en aktiv stratovulkan i Nya Zeeland. Det är det yngsta utloppet och högsta toppen i vulkanmassivet på centralplatån på Nordön och hade sitt första utbrott för 2 500 år sedan. Även om den betraktas som en separat vulkan, är den tekniskt sett en av Tongariros vulkankäglor. De ligger mitt i Tongariro nationalpark. Det 2291 meter höga berget bestegs första gången 1839 av J. C. Bidwill.

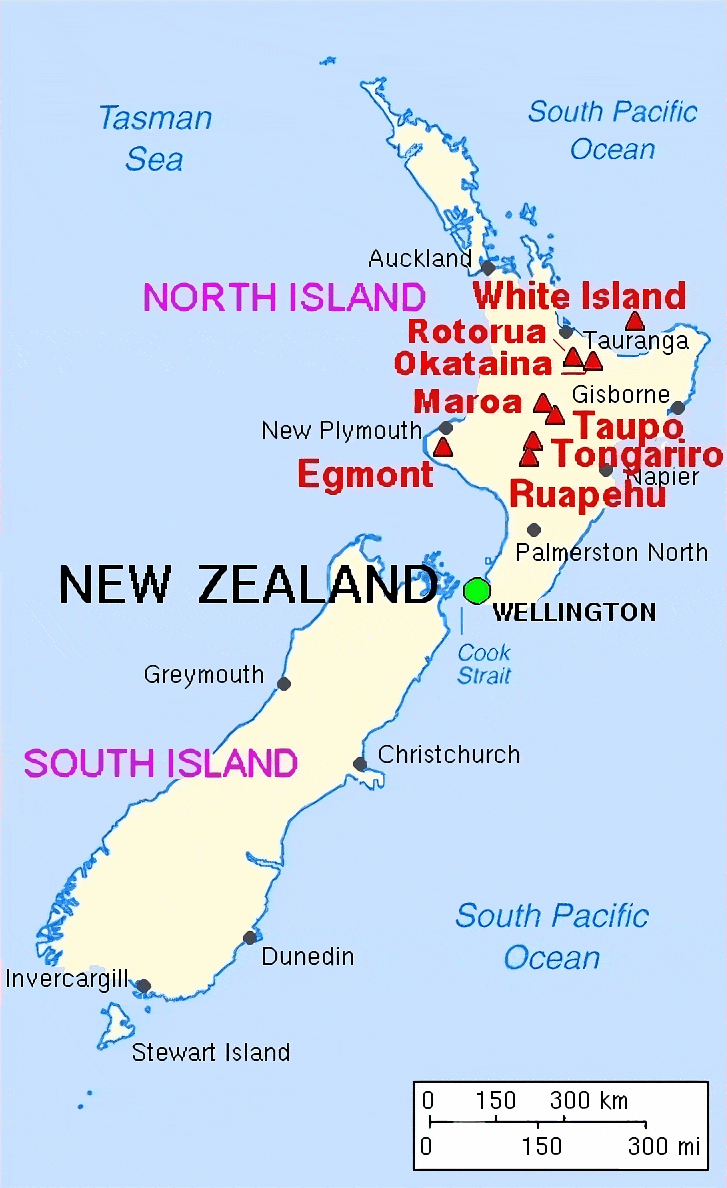
Större vulkaner på Nya Zeeland.

Vulkanen ligger mellan de aktiva vulkanerna Tongariro i norr och Ruapehu i söder, väster om Rangipoöknen 25 kilometer söder om sjön Taupos södra strand. 
Den har haft utbrott 45 gånger under 1900-talet, vilket gör den till en av världens mest aktiva vulkaner. Dess senaste utbrott var 1977. Fumaroler finns inuti den inre vulkankratern och på kanten av den östra, yttre kratern. 
Det finns många olika förklaringar till bergets namn. Det mest troliga är Nga Uru Hoe, som betyder "Kastande upphettade stenar".
I början av 2000-talet användes Ngauruhoe i "rollen" som Domedagsklyftan i Peter Jacksons filmatisering av J.R.R. Tolkiens ringtrilogi, även om de flesta scener är modeller och datoranimering, eftersom filmning på bergstoppen inte tilläts då det är en helig plats. En del scener togs dock på Ruapehus bergssluttningar.